# Spilosoma feifensis
Spilosoma feifensis là một loài bướm đêm thuộc phân họ Arctiinae, họ Erebidae.